# لیان دو پوژی
لیان دو پوژی (انگلیسی: Liane de Pougy; ۲ ژوئیهٔ ۱۸۶۹ – ۲۶ دسامبر ۱۹۵۰) رقص، روسپی درباری، رمان‌نویس اهل فرانسه بود.
لیان دو پوژی (زادهٔ ۲ ژوئیه ۱۸۶۹ – درگذشتهٔ ۲۶ دسامبر ۱۹۵۰) یکی از برجسته‌ترین کورتیزان‌ها و نویسندگان فرانسوی در اواخر قرن نوزدهم و اوایل قرن بیستم بود. او که ابتدا به عنوان یک بازیگر فعالیت داشت، به دلیل زیبایی خیره‌کننده، سبک زندگی مجلل و روابط عاشقانه با افراد برجسته، به یکی از مشهورترین زنان جامعهٔ پاریس تبدیل شد. لیان بعدها زندگی‌اش را وقف مذهب و امور خیریه کرد.

## زندگی اولیه
لیان با نام اصلی آن-ماری کاداک در نوآیون، فرانسه متولد شد. او در سنین جوانی ازدواج کرد، اما پس از یک ازدواج ناموفق، به پاریس رفت و وارد دنیای تئاتر و جامعهٔ اشرافی شد. به دلیل جذابیت و هوش اجتماعی‌اش، او به سرعت در میان کورتیزان‌های رده‌بالای پاریس جایگاه ویژه‌ای یافت.

## شهرت به عنوان کورتیزان
در اواخر قرن نوزدهم، لیان یکی از پرنفوذترین و ثروتمندترین زنان در میان کورتیزان‌های فرانسوی بود. او با شاهزادگان، اشراف و هنرمندان بسیاری رابطه داشت و در محافل اجتماعی پاریس مورد توجه بود. سبک زندگی او مملو از جواهرات، کاخ‌های باشکوه و سفرهای پرزرق‌وبرق بود. در این دوران، او روابط مشهوری با ناتالی کلیفورد بارنی، نویسنده و شاعر آمریکایی، داشت که در نوشته‌های بارنی نیز منعکس شده است.

## فعالیت‌های ادبی
لیان دو پوژی علاوه بر زیبایی و شهرت، نویسنده‌ای برجسته نیز بود. او چندین کتاب خاطرات و رمان نوشت که در آن‌ها زندگی لوکس، تجربیات عاشقانه و دیدگاه‌هایش نسبت به جامعه را شرح می‌داد. نوشته‌های او نگاهی نادر به دنیای کورتیزان‌ها و اشراف قرن نوزدهم ارائه می‌دهد.

## تغییر مسیر و زندگی مذهبی
در اواخر عمر، لیان دچار تحولی روحی شد و به دین و معنویت روی آورد. او با الهام از مادر ترزا، زندگی خود را وقف کمک به بیماران و نیازمندان کرد. او به صومعه‌ای در سوئیس پیوست و تا پایان عمر به امور خیریه پرداخت.

## میراث
لیان دو پوژی همچنان به عنوان یکی از نمادهای زنانهٔ زیبایی، فریبندگی و تحول شناخته می‌شود. زندگی او از یک کورتیزان افسانه‌ای به یک راهبه و نیکوکار، نشان‌دهندهٔ تغییری عمیق و چشمگیر در مسیر زندگی‌اش است. داستان او در بسیاری از کتاب‌ها و نمایشنامه‌ها بازتاب یافته و همچنان مورد توجه پژوهشگران تاریخ و ادبیات قرار دارد.